# Gouvernement Di Rupo III
Pour les articles homonymes, voir Gouvernement Di Rupo.
Région wallonne
Borsus Dolimont
Le gouvernement Di Rupo III est le gouvernement de la Région wallonne entre le 13 septembre 2019 et le 15 juillet 2024, sous la 10e législature du Parlement.
Il est dirigé par l'ancien ministre-président socialiste Elio Di Rupo. Il est formé à la suite des élections régionales du 26 mai 2019 et constitué d'une « coalition arc-en-ciel » entre le PS, le MR et Ecolo. Il succède au gouvernement du libéral Willy Borsus et marque la fin de 15 ans de participation gouvernementale du CDH.
Confronté à la pandémie de coronavirus de 2019-2020, le gouvernement obtient, le 17 mars 2020, les pouvoirs spéciaux pour une durée de trois mois. 

## Historique
Dirigé par l'ancien ministre-président socialiste Elio Di Rupo, ce gouvernement est constitué et soutenu par une « coalition arc-en-ciel » entre le Parti socialiste (PS), le Mouvement réformateur (MR) et Ecolo. Ensemble, ils disposent de 55 députés sur 75, soit 73,3 % des sièges du Parlement wallon.
Il est formé à la suite des élections régionales du 26 mai 2019.
Il succède donc au gouvernement du ministre-président libéral Willy Borsus, constitué et soutenu par une « coalition orange-bleue » entre le MR et le Centre démocrate humaniste (CDH).

### Formation
Au cours du scrutin, le Parti socialiste, le Mouvement réformateur et le Centre démocrate humaniste subissent un revers tandis qu'Ecolo et le Parti du travail de Belgique (PTB) enregistrent un succès. La nouvelle composition du Parlement empêche de reconduire les majorités de la législature précédentes, qu'il s'agisse de la « rouge-romaine » entre le PS et le CDH conduite par Paul Magnette entre 2014 et 2017, ou l'« orange-bleue » de Willy Borsus.

#### Retrait du CDH et du PTB
Le 5 juin, le CDH déclare qu'il restera dans l'opposition à tous les niveaux de pouvoir à la suite de ses mauvais résultats électoraux, réduisant les possibilités de coalitions.
Le PS étant le premier parti de la Région, il lui revient de mener les discussions pour constituer le nouveau gouvernement. Il cherche d'abord à mettre en place une « majorité progressiste » avec Ecolo et le Parti du travail. Le PTB quitte cependant la table des négociations dès le 11 juin, considérant qu'il ne pourra pas obtenir la politique de rupture qu'il réclame avec le PS. Malgré les protestations des socialistes (ces derniers affirmant que les discussions n'ont même pas eu le temps de commencer et proposant à plusieurs reprises aux marxistes de revenir à la table des négociations), le PTB refusera de discuter à nouveau avec les négociateurs.

#### La note «coquelicot»
Les retraits des chrétiens-démocrates et de la gauche radicale rendent donc le MR incontournable pour constituer une majorité parlementaire. Les libéraux francophones sont cependant très critiqués pour leur politique au fédéral et une « coalition violette » entre les deux partis, bien que numériquement la plus évidente, est très impopulaire. Puisque les écologistes ne sont pas mathématiquement nécessaires pour réunir la majorité absolue des députés, l'alternative d'une « arc-en-ciel » ne permet pas à Ecolo de peser sur les décisions.
Jean-Marc Nollet, co-président d'Ecolo, propose le 17 juin la mise en place d'une coalition « coquelicot », soit un gouvernement minoritaire composé en partie de personnalités issues de la société civile. Cette proposition, soutenue par le PS, est cependant assez vite critiquée par les trois autres partis, jugeant qu'un gouvernement minoritaire serait bien trop instable alors que la Wallonie a besoin de stabilité ; le cdH, en particulier, refuse de donner un soutien sans participation à un tel gouvernement, soutien pourtant espéré par Ecolo. La définition de la "société civile" évoquée par Jean-Marc Nollet fait également débat tant le terme reste vague.
Malgré le refus annoncé des trois autres partis de soutenir un gouvernement « coquelicot », le PS et Ecolo commencent leurs négociations le 24 juin. Après plusieurs jours de négociations, parmi lesquels les socialistes et les écologistes ont rencontré plus d'une centaine de personnalités de la société civile, une note « coquelicot » est présentée aux trois autres partis qui la rejettent aussitôt,,, rendant impossible la mise en place d'un gouvernement minoritaire PS-Ecolo.

#### Vers une coalition arc-en-ciel
Le rejet de la note "coquelicot" force le PS et Ecolo à accepter la participation du MR aux négociations. Les négociations entre les trois partis commencent dès le 11 juillet et les discussions se basent sur la note "coquelicot" à laquelle les libéraux amèneront leurs idées.
Après deux mois de négociations, les négociations s'achèvent le 9 septembre. Le programme du nouveau gouvernement PS-MR-Ecolo est présenté à la presse dans l'après-midi.
La participation au gouvernement est validée par les militants des trois partis le 12 septembre. Un certain suspens était cependant de mise quant à la décision des militants d'Ecolo, ces derniers étant plutôt inquiets à l'idée de rentrer dans un gouvernement avec les libéraux et dans lequel les écologistes ne sont pas nécessaires. La composition du nouveau gouvernement est peu à peu dévoilée dans le courant de la nuit. Les nouveaux ministres prêtent serment au Parlement wallon le 13 septembre. Le vote de confiance a lieu le 16 septembre 2019 : 55 députés votent la confiance tandis que 20 votent contre.

### Affaire Nethys
Le 13 septembre 2019, Le Soir dévoile révèle que Voo a été vendu en mai au fonds d'investissement américain Providence ; cette vente a été orchestrée par le groupe Nethys, dont la maison-mère est l'intercommunale Enodia (ex-Publifin), mais sans que cette dernière n'en soit apparemment avertie. Peu après, on apprend que Win et Elicio, deux autres filiales de Nethys, pourraient également vendues à Ardentia Tech, une nouvelle société créée par François Fornieri et dont Stéphane Moreau, à la tête de Nethys, est administrateur. Cette affaire rappelle l'affaire Publifin qui avait eu lieu deux ans plus tôt et fait tomber le gouvernement Magnette, Stéphane Moreau et Publifin/Enodia étant à nouveau impliqués.
Ecolo appelle alors au départ de Stéphane Moreau et de sa "bande" tandis que le cdH et le PTB réclament l'ouverture d'une commission d'enquête parlementaire afin de faire la lumière sur les décisions prises sans assentiment des communes ; le PTB dénonce également ce qu'il perçoit comme étant une privatisation d'entreprises publiques. Pierre-Yves Dermagne, ministre des Pouvoirs locaux, annonce le 19 septembre vouloir faire la clarté sur les opérations de Nethys.
Le 6 octobre, Pierre-Yves Dermagne déclare dans une conférence de presse casser la vente de Voo, d'Elicio et de Win, considérant que le conseil d'administration de Nethys avait outrepassé le mandat de négociation confié par Enodia ; le ministre transmet alors le dossier au parquet fédéral qui le transfèrera au parquet de Liège. Si le cdH et le PTB déclarent être très satisfaits de la décision, le premier demande de la transparence sur l'avenir de Nethys et le second réclame le maintien du groupe dans le giron public. Les membres du conseil d'administration de Nethys annoncent leur démission dans la soirée. Pierre-Yves Dermagne déclare le même jour au Parlement wallon qu'il ne peut pas envoyer de commissaire spécial chez Enodia et Nethys puisque ces dernières n'ont pas refusé d'obtempérer aux décisions du gouvernement. Les juristes de Nethys déclarent cependant dans la soirée que rien dans les opérations de vente du groupe n'étaient illégales. Le 9 octobre, Pierre-Yves Dermagne remet en cause au Parlement wallon l'indépendance des experts de Nethys et appelle le groupe à se conformer aux décisions prises par le gouvernement wallon. Dans la soirée, Le Soir révèle que Stéphane Moreau a déjà signé son départ avec indemnités.
Le 9 octobre, sur le plateau de À votre avis, Muriel Targnion (PS), présidente du conseil d'administration d'Enodia, défend les ventes orchestrées par Nethys, ce qui va à l'encontre de plusieurs communes actionnaires du groupe, de la décision du gouvernement wallon et de la position de son propre parti. Elle démissionne de la présidence du conseil d'administration le 10 octobre après qu'Ecolo, le PTB, le PS et le MR aient appelé à son départ, mais en évoquant des raisons personnelles pour justifier son départ. Le conseil d'administration d'Enodia valide dans la soirée la nomination de Jean-Pierre Hansen, Laurent Leveux et Bernard Thiry au sein du conseil d'administration de Nethys, noms proposés par le gouvernement wallon pour y remettre de l'ordre.
Le 16 octobre, Le Vif révèle que la vente de Voo était déjà actée avant que le gouvernement ne casse les ventes orchestrées par Nethys. Le 18 octobre, des perquisitions sont menées au nom du parquet général de Liège chez Nethys ainsi que chez François Fornieri. Le même jour, il est annoncé que Stéphane Moreau et le reste du conseil d'administration de Nethys partiront sans indemnités de départ. Le 23 octobre, François Fornieri déclare renoncer à l'acquisition de Win et d'Elicio.

### Mercosur
Le 20 janvier 2020, Elio Di Rupo annonce que la Région wallonne refusera de signer l'accord de libre-échange entre l'Union européenne et le Mercosur. Ce refus est justifié par la volonté de protéger les agriculteurs et les éleveurs wallons ; l'impact environnemental et climatique du traité est également pointé du doigt. L'opposition wallonne (le PTB et le cdH) se joint à la majorité pour refuser le texte, amenant à un rejet unanime du traité par la Wallonie.

### Pandémie de coronavirus
La Wallonie est touchée par la pandémie de coronavirus de 2019-2020 en mars 2020. Le gouvernement wallon interdit à partir du 11 mars toutes les visites dans les maisons de repos ainsi que les sorties de leurs résidents, les personnes âgées étant particulièrement sensibles au virus. Le gouvernement interdit également les rassemblements de plus de 1000 personnes dans les lieux fermés, suivant en cela les recommandations du gouvernement fédéral.
Le 12 mars, le gouvernement fédéral annonce qu'une phase de gestion fédérale de crise est mise en place (pour la première fois depuis les attentats de Bruxelles de 2016) et de nouvelles mesures sont annoncées, parmi lesquelles l'annulation des activités récréatives, culturelles, folkloriques privées ou publiques, la fermeture des discothèques, cafés et restaurants ainsi que la fermeture le week-end de tous les magasins (sauf supermarchés, pharmacies et magasins d'alimentation). Le 13 mars, le gouvernement wallon annonce la mise en place d'un fonds de crise de 100 millions d'euros destinés aux secteurs subissant un préjudice économique à cause du coronavirus.
Le 17 mars, le Parlement vote les pouvoirs spéciaux au gouvernement pour une durée de trois mois (seul le PTB s'abstient). Le même jour, la ministre Céline Tellier se met en quarantaine car présentant plusieurs symptômes pouvant laisser penser qu'elle serait infectée par le COVID-19 : elle est enrhumée, mais n'a pas de fièvre.
Le 19 mars, le gouvernement annonce qu'il débloque un budget de 350 millions d'euros pour venir en aide aux secteurs économiques et sociaux.

## Composition
Le gouvernement Di Rupo III est composé comme suit :
| Poste | Titulaire | Titulaire                                                             | Parti |
| --- | --------- | --------------------------------------------------------------------- | ----- |
| Ministre-président |           | Elio Di Rupo                                                          | PS    |
| Vice-président Ministre de l’Économie, du Commerce extérieur, de la Recherche et de l’Innovation, du Numérique, de l’Aménagement du territoire, de l’Agriculture, de l’IFAPME et des Centres de compétences |           | Willy Borsus                                                          | MR    |
| Vice-président Ministre du Climat, de l'Énergie et de la Mobilité |           | Philippe Henry                                                        | Ecolo |
| Vice-présidente Ministre de l'Emploi, de la Formation, de la Santé, de l'Action sociale, de l'Égalité des chances et des Droits des femmes                                                                  |           | Christie Morreale                                                     | PS    |
| Ministre du Budget et des Finances, des Aéroports et des Infrastructures sportives |           | Jean-Luc Crucke (jusqu'au 13 janvier 2022) Adrien Dolimont            | MR    |
| Ministre du Logement, des Pouvoirs locaux et de la Ville |           | Pierre-Yves Dermagne (jusqu'au 1er octobre 2020) Christophe Collignon | PS    |
| Ministre de la Fonction publique, de l'Informatique, de la Simplification administrative, chargé des allocations familiales, du Tourisme, du Patrimoine et de la Sécurité routière                          |           | Valérie De Bue                                                        | MR    |
| Ministre de l'Environnement, de la Nature, de la Forêt, de la Ruralité et du Bien-être animal |           | Céline Tellier                                                        | Ecolo |

## Changements de compétences en cours de législature
- Le 1er octobre 2020, Christophe Collignon remplace Pierre-Yves Dermagne en tant que ministre du Logement, des Pouvoirs locaux et de la Ville, à la suite du départ de celui-ci pour le gouvernement fédéral[47].
- Le 10 janvier 2022, Jean-Luc Crucke démissionne en tant que ministre du Budget et des Finances, des Aéroports et des Infrastructures sportives, en raison de désaccords avec son parti (MR) sur son projet de réforme de la fiscalité[48]. Le 11 janvier, Adrien Dolimont est annoncé pour lui succéder.